# Czarna Dąbrówka (gemeente)
De gemeente Czarna Dąbrówka is een landgemeente in het Poolse woiwodschap Pommeren, in powiat Bytowski.
De gemeente bestaat uit 20 administratieve plaatsen solectwo: Bochowo, Czarna Dąbrówka, Jasień, Jerzkowice, Kartkowo, Karwno, Kleszczyniec, Kłosy, Kotuszewo, Kozy, Nożynko, Nożyno, Mikorowo, Mydlita, Otnoga, Rokiciny, Rokitki, Rokity, Unichowo, Wargowo
De zetel van de gemeente is in Czarna Dąbrówka.
Op 30 juni 2004 telde de gemeente 5647 inwoners.

## Oppervlakte gegevens
In 2002 bedroeg de totale oppervlakte van gemeente Czarna Dąbrówka 298,28 km², waarvan:
- agrarisch gebied: 35%
- bossen: 55%

De gemeente beslaat 13,6% van de totale oppervlakte van de powiat.

## Demografie
Stand op 30 juni 2004:
| Omschrijving                   | Totaal | Totaal | Vrouwen | Vrouwen | Mannen | Mannen |
| ------------------------------ | ------ | ------ | ------- | ------- | ------ | ------ |
| eenheid                        | aantal | %      | aantal  | %       | aantal | %      |
| inwoners                       | 5647   | 100    | 2809    | 49,7    | 2838   | 50,3   |
| bevolkingsdichtheid (inw./km²) | 18,9   | 18,9   | 9,4     | 9,4     | 9,5    | 9,5    |

In 2002 bedroeg het gemiddelde inkomen per inwoner 1664,93 zł.

## Aangrenzende gemeenten
Borzytuchom, Bytów, Cewice, Dębnica Kaszubska, Parchowo, Potęgowo, Sierakowice
- Virtual International Authority File: 308292464